# Max Greenfield
Max Greenfield (ur. 4 września 1980 w Dobbs Ferry, w stanie Nowy Jork) – amerykański aktor filmowy, telewizyjny i głosowy. Najlepiej znany z roli zastępcy szeryfa Leo D’Amato w serialu Weronika Mars (Veronica Mars, 2005–2007, 2019) i jako Schmidt z sitcomu Fox Jess i chłopaki (New Girl, 2011–2018).

## Filmografia

### Filmy
- 2014: Weronika Mars (Veronica Mars) jako Leo D’Amato
- 2015: Big Short jako broker kredytów hipotecznych
- 2016: Epoka lodowcowa 5: Mocne uderzenie (Ice Age: Collision Course) jako Roger (głos)
- 2017: Skazany (Shot Caller) jako Tom

### Seriale TV
- 2002: Boston Public jako Sean Tallen
- 2003: Kochane kłopoty (Gilmore Girls) jako Lucas
- 2005: Uśpiona komórka (Sleeper Cell) jako nastolatek
- 2005–2007, 2019: Weronika Mars (Veronica Mars) jako Leo D’Amato
- 2007: Życie na fali (The O.C.) jako młody Sandy Cohen
- 2007: Powrót do życia (Life) jako Bradley Sloane
- 2007–2008: Brzydula Betty (Ugly Betty) jako Nick Pepper
- 2008: Greek jako Michael
- 2009: Melrose Place jako Mickey Richards
- 2010: Castle jako David Nicolaides
- 2010: Magia kłamstwa (Lie to Me) jako Damien Musso
- 2010: Zwykła/niezwykła rodzinka (No Ordinary Family) jako pan Robbins
- 2010: Zwykła/niezwykła rodzinka (No Ordinary Family) jako
- 2011: Rozpalić Cleveland (Hot in Cleveland) jako Steve
- 2011: Happy Endings jako Ian
- 2011–2018: Jess i chłopaki (New Girl) jako Schmidt
- 2013–2018: Bob’s Burgers jako Boo Boo (głos)
- 2014: Robot Chicken jako Bobby / niebieski robot / wojownik z epoki kości (głos)
- 2014: Rozpalić Cleveland (Hot in Cleveland) jako Doug
- 2014–2015: Świat według Mindy (The Mindy Project) jako Lee
- 2015: American Horror Story: Hotel jako Gabriel
- 2017: Niech żyje król Julian (All Hail King Julien) jako Kipper (głos)
- 2017: Will & Grace jako Eli Wolf
- 2018-: The Neighborhood jako Dave Johnson
- 2019: Seria niefortunnych zdarzeń (A Series of Unfortunate Events) jako Dewey Denouement / Frank Denouement / Ernest Denouement
- 2019: BoJack Horseman jako Maximilian Banks (głos)